# Вузькоколійна залізниця Хуст — Медвежий
Вузькоколі́йна залізни́ця Ху́ст — Медве́жий — одна з недіючих вузькоколійних залізниць в Україні, в Хустському районі Закарпатської області.

## Опис та історія

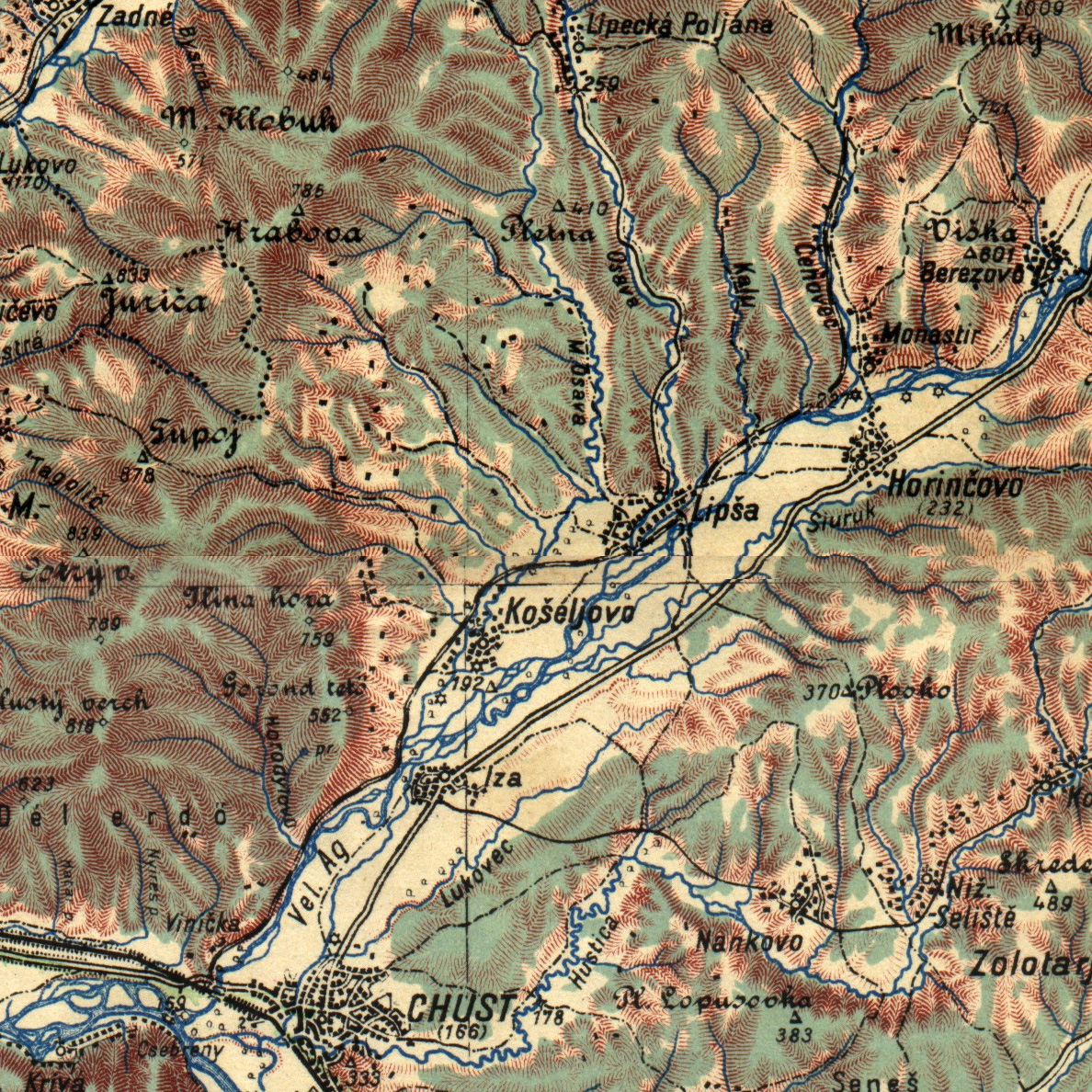
Залізниця Хуст—Медвежий на карті 1925 р.

В 1897—1911 роках між селами Горінчово та Монастирець функціонувала лісова вузькоколійка з кінною тягою. Спочатку на залізниці експлуатувалось 10, а згодом 14 вантажних вагонеток. Довжина колії становила всього 2 км.
Вузькоколійна залізниця завдовжки 9 км та з шириною колії 760 мм була побудована в 1914 році. Пізніше колія була подовжена до 26 км.
Лінія починалась біля колій ширококолійної залізниці Чоп — Ясіня, на відстані 1,7 км в західному напрямку від міста Хуст. Колія прямувала на північний-схід сільськогосподарським регіоном, правим берегом річки Ріка. Залізниця проходила повз села Іза, Кошельово та Липча. На північ від села Горінчово вона повертала у вузьку долину річки Чеховець, притоки Ріки. Далі колія прямувала лісом повз православний монастир XIV століття, який дав назву селу Монастирець. Закінчувалась лінія в урочищі Медвежий (382 м), де були лісосіка та поселення лісорубів. Залізниця використовувалась для перевезення деревини з урочища Медвежий до широкої колії поблизу Хуста.
Коли припинила роботу вузькоколійка, відомостей немає.

## Рухомий склад
З самого початку на залізниці експлуатувались локомотиви на паровій тязі. Зокрема, в Хуст був доставлений локомотив заводу «Krauss» (з Мюнхена) з фабричним номером 6186, вироблений 1909 року.
16 грудня 1929 року на залізницю був доставлений паровий локомотив берлінського заводу «Orenstein & Koppel» з фабричним номером 1218, виготовлений у 1903 році.
17 квітня 1930 року — локомотив заводу «Henschel & Son» (з Касселя) з фабричним номером 21692, виготовлений у 1930 році.